# Pseudagrion lindicum
Pseudagrion lindicum – gatunek ważki z rodziny łątkowatych (Coenagrionidae).